# Lydomorphus cinnamomeus
Lydomorphus cinnamomeus là một loài bọ cánh cứng trong họ Meloidae. Loài này được Fairmaire miêu tả khoa học năm 1882.